# Lidé (fantasy rasa)
Lidé jsou v mnoha počítačových i deskových fantasy hrách, zejména pak RPG hrách, jednou z ras, kterou si hráč může zvolit. Je tomu tak proto, že se vyskytují v mnoha fantasy dílech (např. lidé ve Středozemi), a protože pro hráče bývá snazší si představit možnosti a charakter člověka oproti jiným rasám.

## Charakteristika
Obecně platí, že lidé ve světech se smyšlenou biologií a strukturou společnosti odpovídají jejich skutečnému předobrazu. Lidé jako rasa jsou pro čtenáře standardem, se kterým jsou srovnávány zbývající fikční rasy (v případech „propadnutí“ do fikčního světa ale nemusí jít o skutečné lidi). Jsou univerzální a průměrní ve většině ukazatelů: mají průměrnou postavu a dovednosti, žijí všude, jedí všechno, mohou se zapojit do jakékoli profese, mít jakýkoli pohled na svět, aplikovat jakoukoli vojenskou taktiku – například Dračí doupě 1, Dračí doupě Plus, hra Proroctví. 
Na rozdíl od jiných ras, které jsou často stereotypní, jsou lidé charakterizováni mnoha různými kulturami a nejrůznějšími individuálními postavami. Ve fantasy byl koncept ras zakotven už u J. R. R. Tolkiena: lidé v jeho knihách o Středozemi (1954–1955) jsou smrtelní a žijí relativně krátce (ale stále déle než skuteční lidé), ve srovnání s jinými rasami jsou slabší v inteligenci i fyzických schopnostech, ale rychle se množí a vyrůstají, jsou také odolní a dobrodružní. V mnoha fantasy dílech se lidé mohou křížit s jinými inteligentními stvořeními a vytvářet smíšené rasy, jako jsou třeba půlelfové nebo půlorkové.
Navzdory obecné průměrnosti lidské rasy existují díla, ve kterých mají lidé ve srovnání s jinými rasami superschopnosti. Například v The Damned Trilogy od Alana Deana Fostera (90. léta) mají lidé nejsilnější vojáky, některé dokonce se schopností telepatie. Telepaty se také stali někteří lidé v seriálu Babylon 5 (90. léta) a počátky schopnosti „psioniky“ se objevují u lidí (Terran) v počítačové hře StarCraft (1998). Stejně jako zástupci většiny jiných ras ve fantasy se i lidé mohou stát čaroději, někdy svou schopnost magie zdědí, jako v románové sérii Harry Potter (od roku 1997), a někdy je společná pro všechny lidi, jako v románové sérii Xanthus od Pierce Anthonyho (od roku 1977).

## V dílech
V Letopisech Narnie od C. S. Lewise (50. léta) lidé vládnou magickému světu s mnoha obyvateli. Takový pozitivní náhled je však vzácný, například v románu Planeta opic od Pierre Bouleho (1963) jsou lidé zotročeni inteligentními opicemi, ve hrách World of Darkness (od roku 1991) jsou zredukováni na roli pouhé dekorace a ve světě Matrixu (od roku 1999) se stali bateriemi pro stroje. Evoluce lidí je také často popisována ve sci-fi, např. v románu Herberta Wellse The Time Machine (1895) byli lidé rozděleni na zženštilé „eloi“ a divoké „morloky“, kteří je jedli. K výrazným změnám v lidské rase došlo také v budoucnosti, jak tomu bylo v televizních seriálech jako Pán času (od 1963) nebo Star Trek: Enterprise (od 2000). Ve vesmírných hrách lidé často dosahují úspěchu v obchodě a diplomacii, například ve hrách Star Control (1990) a Master of Orion (1993) jsou silami míru, podobně jako ve světě Star Treku (1966). V mnoha světech však budoucnost lidí tak mírová není, například ve Warhammeru si 40 tisíc lidí vybudovalo obrovskou agresivní říši.
V mnoha dílech jsou lidé jen jedním z mnoha inteligentních druhů. Svět fantasy je však obvykle charakterizován motivem postupného zániku jiných ras a přenosu moci ve světě na lidi, například u Tolkiena nebo v řadě her The Elder Scrolls (od roku 1994). Ve světě Duna od Franka Herberta (od roku 1965), Pern od Anne McCaffrey (od roku 1968), Zemské moře od Ursuly Le Guin (od roku 1968), Battletechových hrách (od roku 1984) nebo v George Martinově sérii Píseň ledu a ohně (od roku 1996) již lidé zbytku ras, které ustoupily do pozadí, dominují.